# Typha changbaiensis
Typha changbaiensis är en kaveldunsväxtart som beskrevs av M.Jiang Wu och Yu Tang Zhao. Typha changbaiensis ingår i släktet kaveldun, och familjen kaveldunsväxter. Inga underarter finns listade i Catalogue of Life.